# Biscuit fourré
Un biscuit fourré, également appelé biscuit sandwich, est un type de petit gâteau constitué de deux tranches de biscuits entre lesquels se trouve une garniture (du chocolat, de la confiture ou divers types de crème). 
Si, à l'origine, ce mets était fabriqué de façon artisanale, il a bénéficié d'une fabrication industrielle intensive tout au long du XXe siècle.

## Histoire

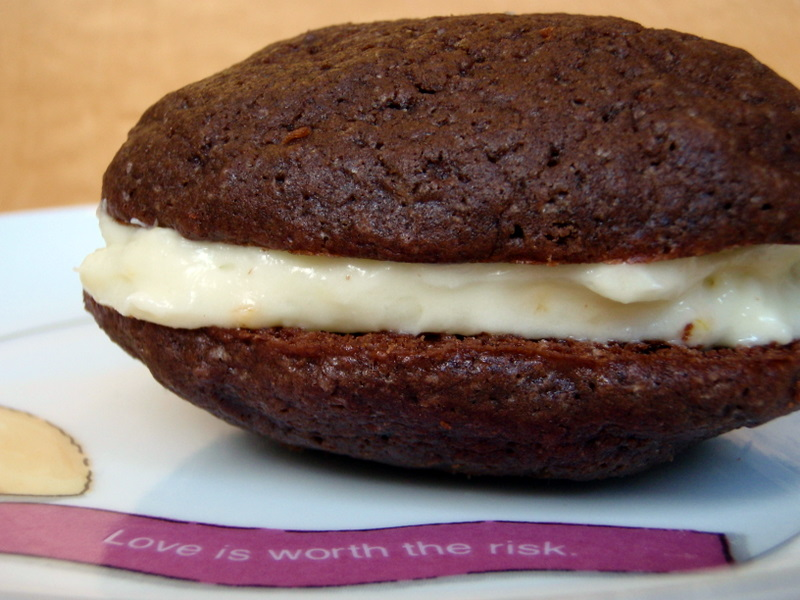
Un whoopie pie

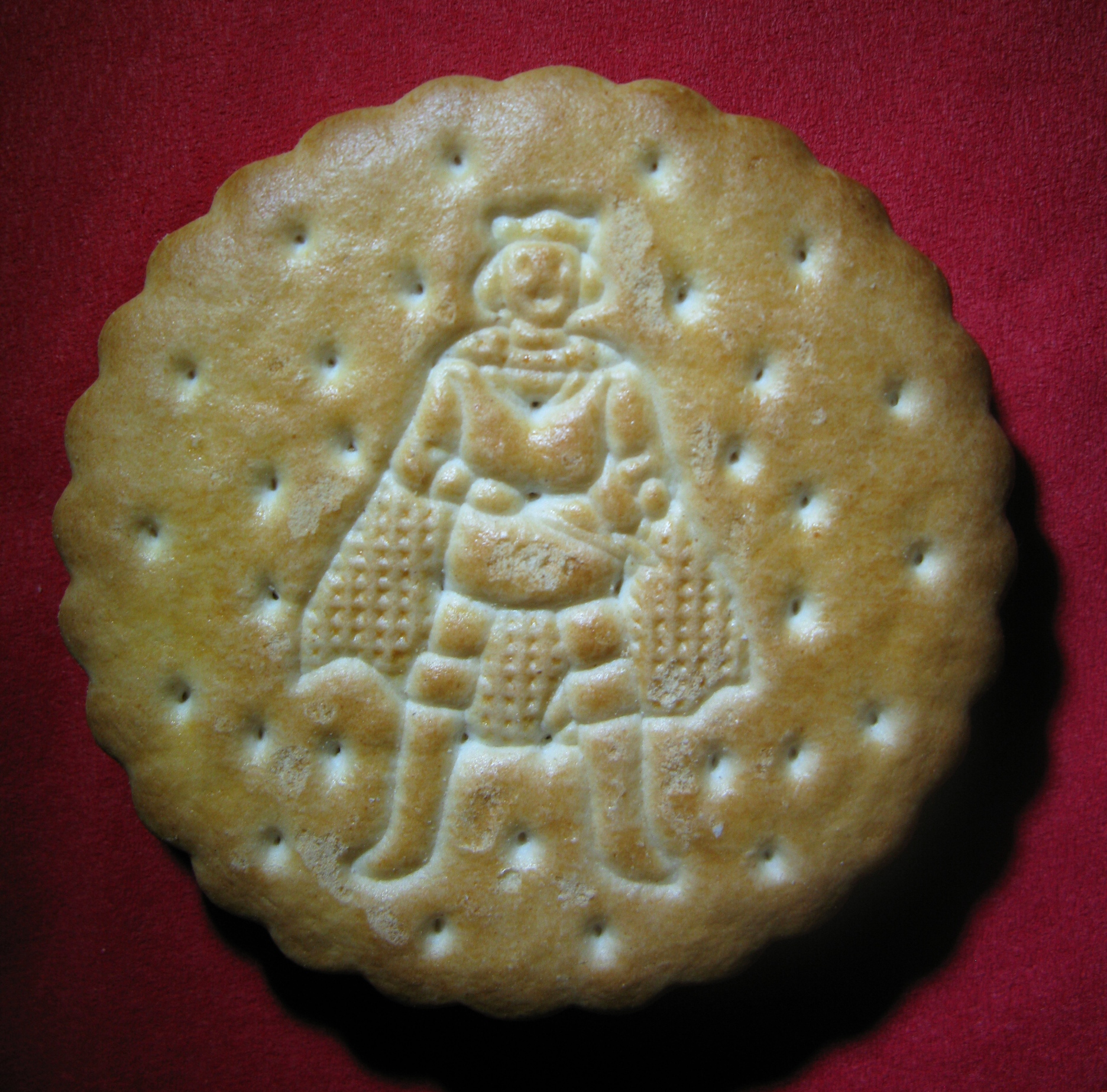
Biscuit Prince

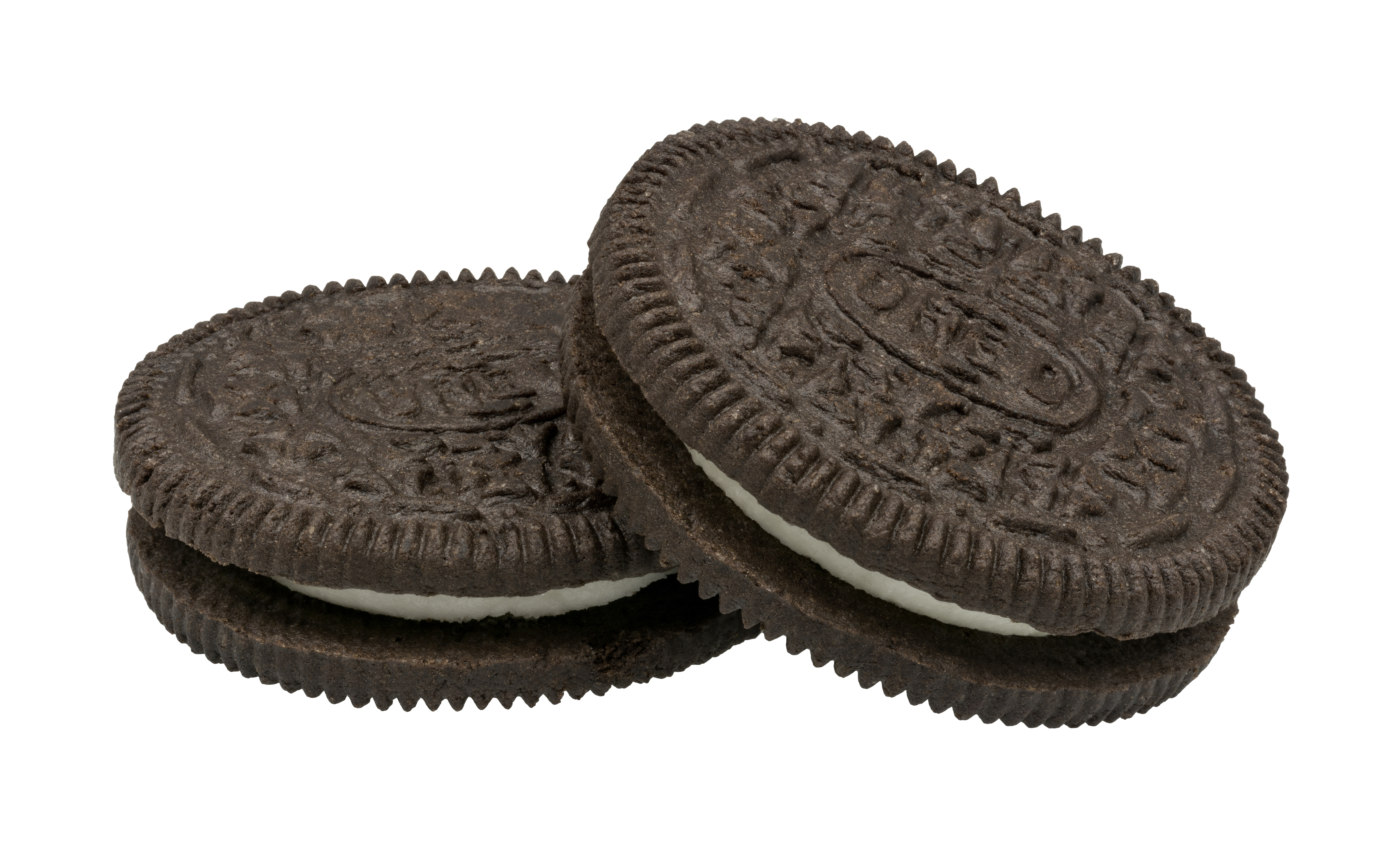
Biscuits sandwich Oreo

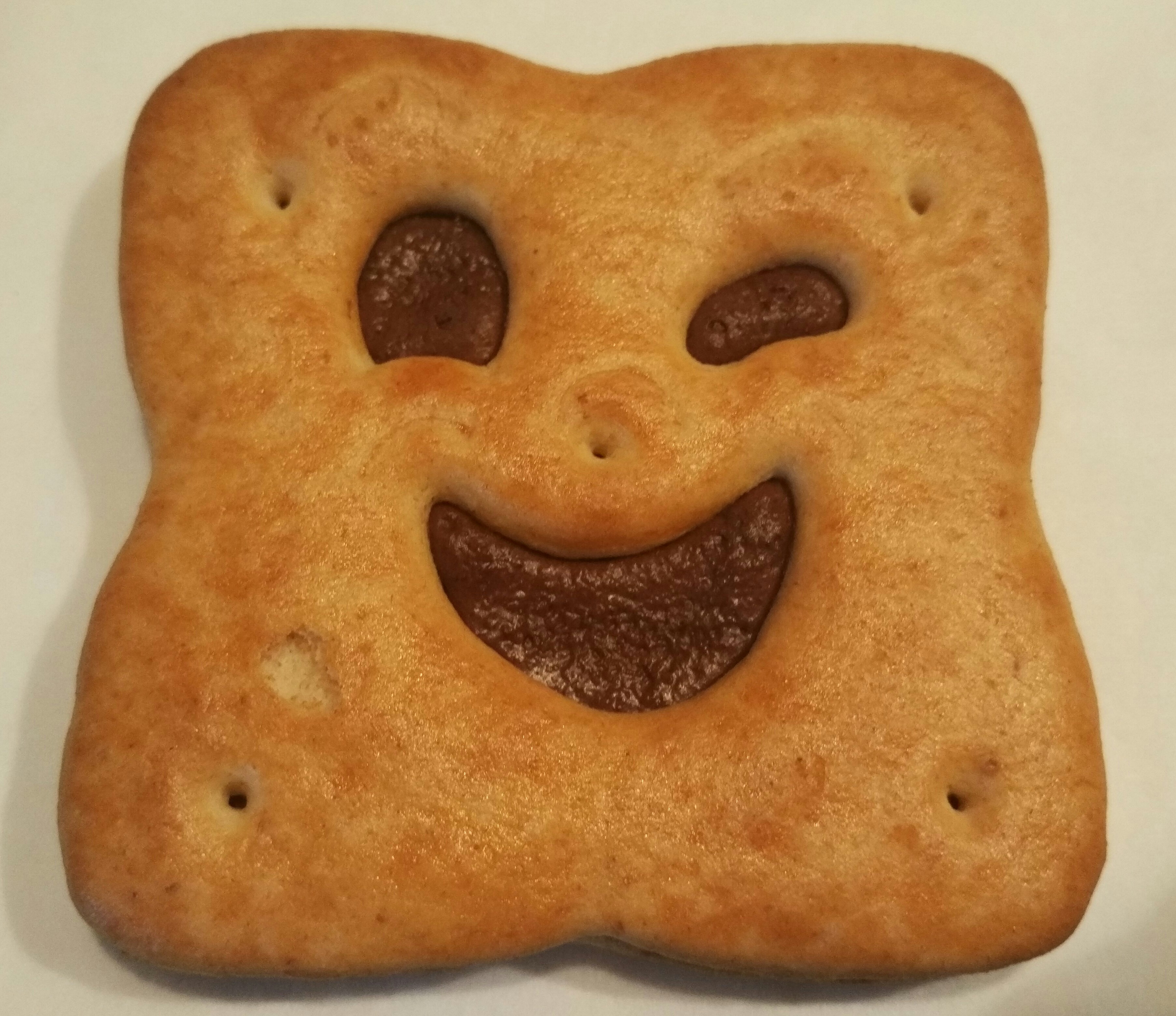
Choco BN

### Les whoopies pies
Le Hucklebuck, plus connu sous le nom de Whoopie pie (en) , créé par la communauté Amish en Pennsylvanie, se présente sous la forme d'un gâteau composé de deux biscuits bombés, traditionnellement au chocolat, fourrés d'une garniture au beurre, sucre glace et de crème.

### Le Prince
Un des premiers types de biscuit fourré fabriqués de façon artisanale, puis industrielle, est le biscuit Prince (devenu ensuite Prince de LU) qui fut créé en 1870 à Anvers et nommé ainsi en l’honneur du prince de Belgique, futur Leopold II, qui aurait été friand de chocolat mais ne voulait pas se salir les doigts. Edward De Beukelaer, pâtissier belge, aurait inventé ce célèbre biscuit fourré au goût chocolat pour satisfaire ce besoin.

### Le sandwich cookie Oreo
Oreo, marque déposée d'un biscuit en sandwich américain a été créé par l'entreprise américaine Nabisco en février 1912. Ces biscuits se présentaient à l'origine, fourrés en deux parfums, mais, dès les années 1920, seule la garniture blanche est restée.

### Le Choco BN
Durant les années 1920, la firme française Biscuiterie nantaise, plus connue sous son acronyme « BN », crée le fameux casse-croute en s'inspirant des pains de guerre nourrissant les soldats durant la Première Guerre mondiale. Durant la décennie suivante, la Biscuiterie nantaise eut l’idée de rajouter une couche de chocolat entre les tranches de biscuit, créant ainsi le Choco Cas’Croûte qui deviendra, en 1952, le Choco BN. Ce goûter pour enfant deviendra très célèbre en France et fera le succès de la marque,.

## Commercialisation
En cette première moitié du XXIe siècle, les marques de biscuits fourrés sont courantes et facilement trouvables dans les rayons de la grande distribution, notamment sous la forme de petits sachets faciles à emporter à l'instar de la marque Pick Up! de Bahlsen ou Figolu et REM de chez LU. 
Les industriels de l'alimentation tentent de redonner un aspect diététique à ces produits en limitant le plus possible les apports sucrés et en lançant (pour certaines marques) des produits présentés comme « bio ».

## Confection
De nombreux types de garnitures sont utilisés, tels que la crème, la ganache, la crème au beurre, le chocolat, le fromage à la crème, la confiture, le beurre d'arachide, le lait caillé au citron ou la crème glacée. 
Le biscuit fourré se présente sous la forme de deux biscuits généralement confectionnés avec de la pâte sablée. Le produit du fourrage peut se présenter sous forme de crème, de confiture ou de produits à base de fruits cuits.